# Alte Welt (Pfalz)

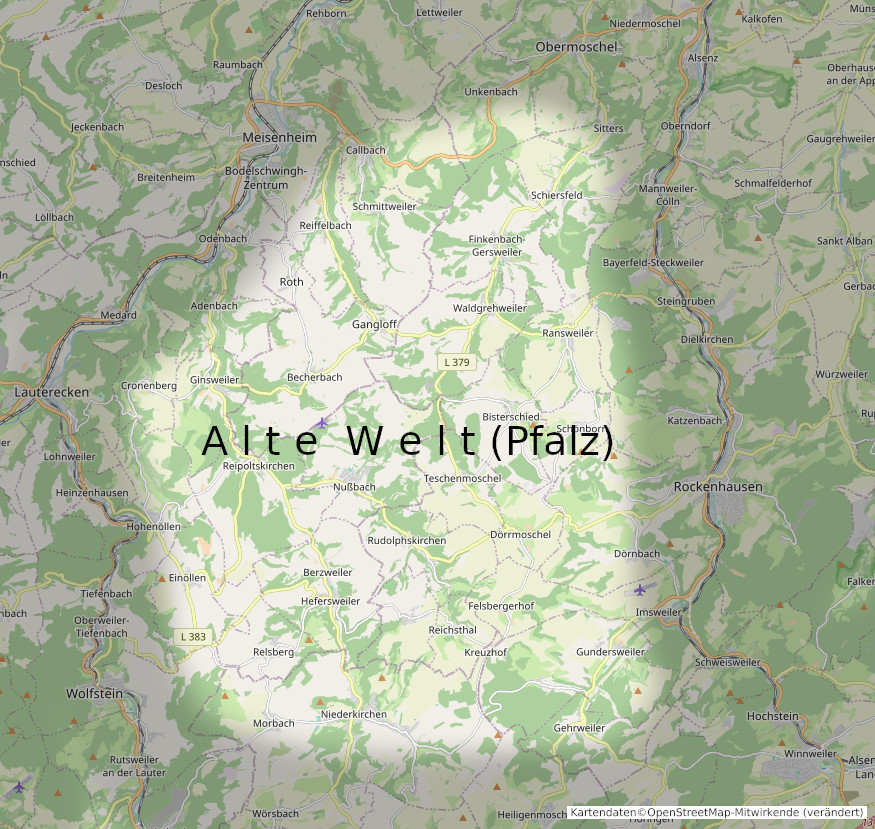
Karte mit unscharfen Grenzen

Alte Welt ist Begriff, mit dem in der West- und Nordpfalz eine historische Region innerhalb des Nordpfälzer Berglandes bezeichnet wird.

## Abgrenzung
Die geographischen Grenzen sind unscharf. Die Flüsse Glan, Lauter (Waldlauter) und Alsenz werden in allen Beschreibungen genannt. Die Nahe bildet eine Grenze der Pfalz nach Norden.
Die Städte Lauterecken, Rockenhausen, Winnweiler und Wolfstein liegen alle am Rand ohne selbst zur Region dazuzugehören.

„Das Moscheltal, ein Seitental der Alsenz,  [...]. So anmutig seine Dörfchen auch liegen und so idyllische Bilder das Tal auch bieten mag, kann uns doch nichts weiter dahin locken. Wie das abgelegene Tälchen friedlich, heimelig und der Welt unbekannt, so sind auch die Dorfbewohner, die noch der „alten Welt“ angehören.“

„Der Nordpfälzer bezeichnet die begünstigten nordöstlichen Teile seines Landes als die Welt, die „vor ist“, alles andere wird mit geringem Werturteil der „alten Welt“ zugerechnet. Die Grenzen sind, wie immer bei solchen Begriffen nicht klar zu ziehen. Das Alsenztal scheint noch ganz Welt, die „vor ist“, anzugehören, aber dann geht es über das „Schnapphahnenland“ ins Lautertal und nun hilft alles Sträuben nichts mehr: Die Umgegend von Wolfstein gehört schon unrettbar zur „alten Welt“.“

„Die Pfälzer geben mehreren Strichen ihres Landes das Beiwort: „die alte Welt“. So sind die Kantone Landau, Bergzabern und Langenkandel die „alte Welt“ in der Vorderpfaz, weil hier noch mehr ererbte Familiensitte und altertümliche Wirtschaftsart bewahrt ist als bei Frankenthal und Neustadt. Im Westrich liegt die „alte Welt“ im Gebirge des Glan. Hier ist aber auch am meisten „alte Welt“ für die ganze Pfalz.“

„Auf die Frage, warum diese Landschaft als „Alte Welt“ beschrieben wird, bekam ich im Grunde immer die gleiche Antwort. „Die alte Welt“ ist nicht hier bei uns, sie ist weiter dort drüben im Westen, oder im übernächsten Dorf ... Es bleibt mir der Eindruck, dass in vielen Köpfen der Menschen in der Region ein negatives Image haftet, alt und arm zu sein. Dagegen hat jetzt die gesamte Landschft etwas ganz Besonderes vorzuweisen, nämlich die Tatsache, 300 Millionen Jahre alt zu sein.“

Außerhalb der West- und Nordpfalz ist der Begriff kaum bekannt. Die Namensgebung ist nicht gesichert. Es gibt eine Überschneidung mit dem Musikantenland.

## Land und Bevölkerung
In der Bevölkerung und Presse werden für die Entstehung des Namens u. a. die Rückständigkeit der Wirtschaft genannt. Im 19. Jahrhundert wurden mehrere Eisenbahnstrecken gebaut. Zwischen der Glantalbahn, Lautertalbahn, Nahetalbahn und Alsenztalbahn verharrte das Verkehrsnetz weitgehend in seinem Bestand. Wollten die Menschen ihre „Alte Welt“ verlassen, um etwa Arbeitsplätze aufzusuchen, mussten sie weite Wege zurücklegen, bis sie die Bahnhalte an den Eisenbahnstrecken erreichten. Wegezeiten bis gut zwei Stunden haben die Leute auf sich genommen. Die „Saargänger, Saargängerei“ ist ein bekannter Begriff.
Das Land zwischen den Tälern der Alsenz und Lauter/Glan ist durch die Landwirtschaft geprägt. Über längere Zeit ist eine Abwanderung von Bevölkerungsteilen festgestellt worden.
Gewerbliche Arbeitsplätze gibt es entlang der Täler, wo auch die Hauptverkehrswege in Form von Eisenbahnstecken, der Bundestraßen 48 und 270 verlaufen. Dort gibt es Arbeitsplätze auch in größeren Betrieben. Diese Täler haben sich wie im Westrich zu bescheidenen „Gewerbegassen“entwickelt.

## Entwicklung
Es bildeten sich eine Initiative und ein Verein Alte Welt e.V. Die Mitglieder setzen sich zum Ziel, die wirtschaftliche Entwicklung in dem ländlich geprägten Land voranzubringen. Besonders der Tourismus soll gefördert und ausgebaut werden.

## Die „Alte Welt (Pfalz)“ im Fernsehen
Eine gewisse Bekanntheit erlangte die Region im Jahr 1991, als Dreharbeiten des Fernsehfilms Tod im Häcksler für die Krimiserie Tatort bei Rathskirchen erfolgten und am 13. September 1991 im Film die Rückständigkeit der Menschen in der Region plakativ dargestellt wurde.
In einer SWR-Doku-Sendung vom 2. November 2019 „Die Geschichte des Häckslers – Ein Tatort und seine Folgen“ werden neben den gesellschaftlichen und politischen Auswirkungen des Krimis auch die naturräumlichen Eigenheiten der Region thematisiert.